# Beacon (Nueva York)
Beacon es una ciudad ubicada en el condado de Dutchess, en el estado de Nueva York, Estados Unidos. Tiene una población estimada, a mediados de 2021, de 13 721 habitantes.

## Geografía
La ciudad está ubicada en las coordenadas 41°30′12″N 73°57′53″O / 41.50333, -73.96472 (41.50324, -73.964735). Según la Oficina del Censo, tiene un área total de 12.62 km², de la cual 12.27 km² corresponden a tierra firme y 0.35 km²  están cubiertos de agua.

## Demografía
Según el censo del año 2000, los ingresos medios de los hogares de la localidad eran de $45,236 y los ingresos medios de las familias eran de $53,811. Los hombres tenían ingresos medios por $40,949 frente a los $29,154 que percibían las mujeres. Los ingresos per cápita para la localidad eran de $20,654. Alrededor del 9.1% de las familias y del 11% de la población estaban por debajo del umbral de pobreza.
De acuerdo con la estimación 2017-2021 de la Oficina del Censo, los ingresos medios de los hogares de la localidad son de $92,676 y los ingresos medios de las familias son de $104,587. Los ingresos per cápita en los últimos doce meses, medidos en dólares de 2021, son de $44,973. Alrededor del 9.2% de la población está por debajo del umbral de pobreza.